# Accipiter
Accipiter – rodzaj ptaków z podrodziny jastrzębi (Accipitrinae) w obrębie rodziny jastrzębiowatych (Accipitridae).

## Zasięg występowania
Rodzaj obejmuje gatunki występujące w Eurazji, Afryce (włącznie z Madagaskarem) i Ameryce.

## Morfologia
Długość ciała 23–42 cm, rozpiętość skrzydeł 42–78 cm; masa ciała samic 144–350 g, samców 82–196 g.

## Systematyka
Rodzaj zdefiniował w 1760 roku francuski zoolog Mathurin Jacques Brisson w publikacji własnego autorstwa poświęconej naukom ornitologicznym. Gatunkiem typowym jest (Linneuszowska tautonimia) krogulec zwyczajny (A. nisus).

### Etymologia
- Accipiter: łac. accipiter, accipitris ‘jastrząb’, od accipere ‘chwytać’ (pierwotne znaczenie brzmiało ‘zrozumieć’, a nie ‘chwytać’)[7].
- Nisus: epitet gatunkowy Falco nisus Linnaeus, 1758; średniowiecznołac. nisus ‘krogulec’, w mitologii greckiej Nissos (łac. Nisus) był synem Pandiona i królem Megary, który został przemieniony w jastrzębia po tym, kiedy wskutek zdrady jego córki Skylli miasto zostało opanowane przez Minosa, króla Krety. Skylla została zmieniona w skowronka, skazana by przez całą wieczność latać w strachu przed ojcem. W niektórych wersjach mitów Nissos został przekształcony w rybołowa lub bielika, a jego zdradziecka córka w rybę[8]. Gatunek typowy (absolutna tautonimia): Falco nisus Linnaeus, 1758.
- Ierax: gr. ἱεραξ hierax, ἱερακος hierakos ‘jastrząb’[9]. Gatunek typowy (oznaczenie monotypowe): Falco nisus Linnaeus, 1758.
- Aesalon: łac. aesalon, aesalonis ‘jastrząb, mały jastrząb’, od gr. αισαλων aisalōn, αισαλωνος aisalōnos ‘jastrząb, mniejszy orzeł’ (różnie identyfikowany, np. drzemlik, błotniak stawowy czy orzeł południowy)[10].

### Podział systematyczny
Do rodzaju należą następujące gatunki:
- Accipiter ovampensis J.H. Gurney, 1875 – krogulec szary
- Accipiter madagascariensis J. Verreaux, 1833 – krogulec prążkowany
- Accipiter striatus Vieillot, 1808 – krogulec zmienny
- Accipiter nisus (Linnaeus, 1758) – krogulec zwyczajny
- Accipiter rufiventris A. Smith, 1830 – krogulec rudobrzuchy